# The Security of Illusion
The Security of Illusion is het negende studioalbum van de Canadese band Saga.

## Musici
- Michael Sadler – zang
- Ian Crichton – gitaar
- Jim Crichton – basgitaar
- Jim Gilmour – toetsen
- Steve Negus – slagwerk

## Composities
1. "Entracte (instrumental)" – 0:58
2. "Mind Over Matter" – 4:35
3. "Once Is Never Enough" – 6:04
4. "Alone Again Tonight" – 4:14
5. "I'll Leave It in Your Hands" – 4:38
6. "The Security of Illusion" – 5:40
7. "Stand Up" – 4:12
8. "Days Like These" – 4:48
9. "Voila! (instrumental)" – 1:42
10. "No Man's Land" – 5:20
11. "Without You" – 6:10